# Paul Hutchens
Paul Hutchens (* 7. April 1902 in Thorntown, Indiana; † 23. Januar 1977 in Colorado Springs, Colorado) war ein US-amerikanischer Wanderprediger und Autor. Er schrieb 65 meist christliche Bücher für Erwachsene und Kinder. Sein bekanntestes Werk ist die 36-bändige Kinderbuchserie Sugar Creek Gang.

## Leben

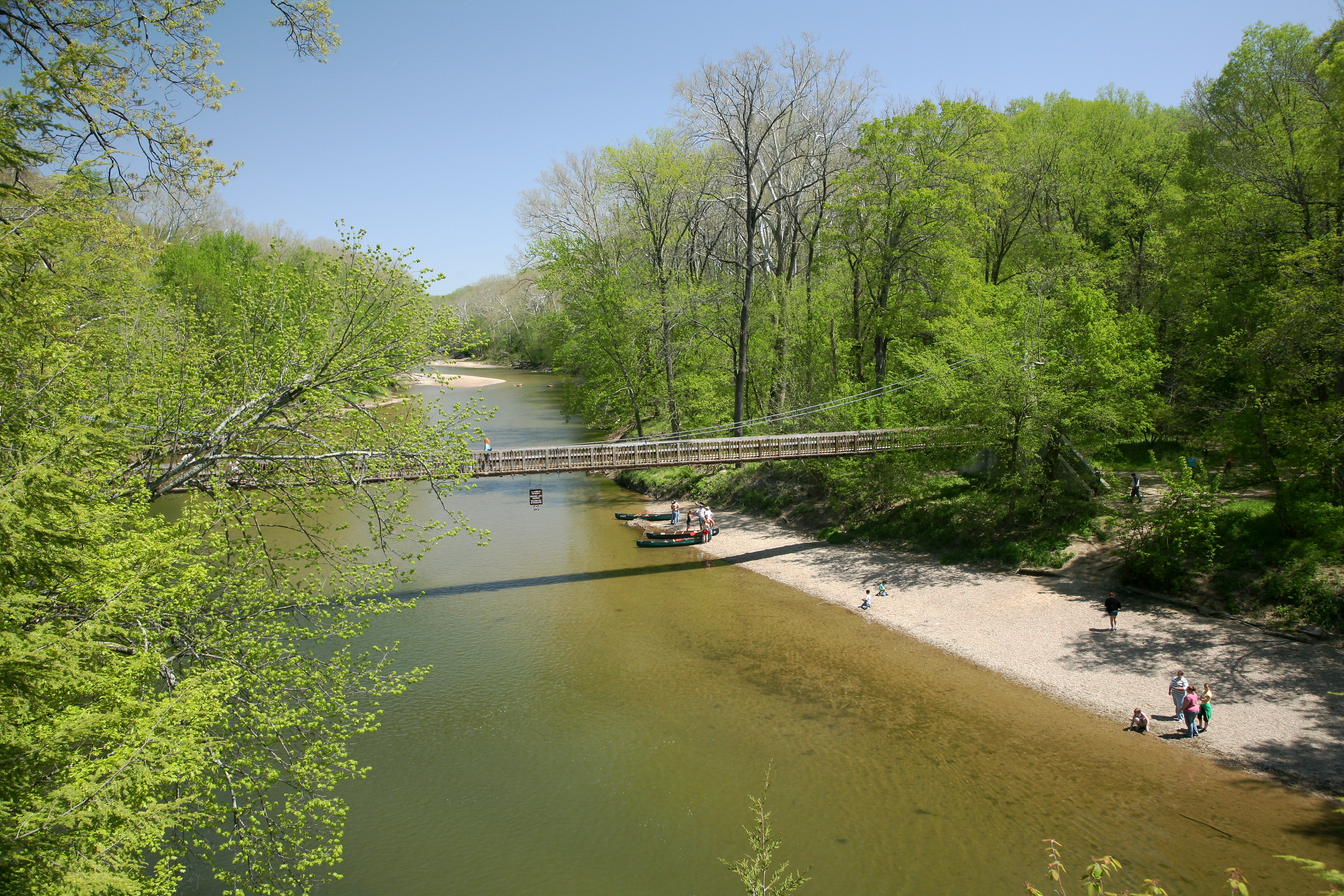
Der Fluss Sugar Creek im Turkey Run State Park, Indiana

Hutchens wuchs mit zwei Schwestern und sechs Brüdern auf einer Farm in Sugar Creek, Boone County (Indiana) in der Nähe von Thorntown auf. Er absolvierte das College des Moody Bible Institutes in Chicago und war zunächst als evangelischer, dann als baptistischer Wanderprediger tätig.
Mit seiner Frau Jane Freerks, die ihn später dabei begleitete, und mit der er auch öffentlich musizierte, hatte er eine Tochter namens Pauline.
Nach einer Tuberkuloseerkrankung begann er, die Geschichten der Sugar Creek Gang zu schreiben. Die Bandenmitglieder in den Büchern wurden inspiriert durch seine Brüder.
1977 starb Paul Hutchens; ein Jahr später seine Frau.

## Sugar Creek Gang
Die 36-teilige Kinderbuchserie erschien zwischen 1939 und 1970 und wurde in Teilen in verschiedene Sprachen, u. a. ins Norwegische, Koreanische, Hebräische, Französische und Deutsche übersetzt. In Deutschland erschien die Serie anfangs mit dem Zusatz Zuckerbachbande, später aber oft ohne diese Bezeichnung und nur mit dem Namen der Folge. Nach dem Tod setzte seine Tochter Pauline die Serie leicht verändert fort.
Ab den 1940er Jahren trug Hutchens seine Bücher in Radioprogrammen vor. In den 1970er und 1980er Jahren erschien eine Hörfunkserie unter dem Namen Adventures in Drama, die mit Musik und Geräuschen unterlegt war und später auch auf Cassetten und CDs veröffentlicht wurde.
Verfilmt für das Fernsehen wurden 2004/2005 fünf seiner Bücher. Die erste Verfilmung Sugar Creek Gang: Swamp Robber wurde 2005 auf dem kanadischen Creation Arts Festival als bester Kinderfilm ausgezeichnet. Gedreht wurden die Low-Budget-Produktionen im Norden von Georgia.
Die Geschichten handeln ursprünglich von einer siebenköpfigen, christlichen Jungenbande (Bill, Poetry, Dragonfly, Little Jim, Circus, Big Jim und Tom Till), die verschiedene Abenteuer in Sugar Creek erleben. Erzählt werden sie im Rückblick vom 10-jährigen, rothaarigen Bill Collins.
In den Filmen wurde der Junge „Circus“ durch ein gleichnamiges Mädchen ersetzt. In der neuen Buchserie besteht die Bande aus drei Jungen und zwei Mädchen. In deutscher Übersetzung (ab 1971 im Verlag Schulte & Gerth) haben die Bandenmitglieder teils normale Namen wie Willi und Jürgen, teils Namen wie Fäßchen, Länglich, Schreihals und Dichterling.
Eine deutsche 24-teilige Wildwest-Hörspielserie von Hanno Herzler, die ab 1995 im selben Verlag erschien, basiert ebenfalls auf der Zuckerbachbande.

## Weitere Werke
Hutchens schrieb ferner die dreiteilige Jugendbuchserie Jeanie, 21 Bücher für Erwachsene, drei Notenbücher, eine Gedichtssammlung und eine Autobiografie.